# Mick Poole
Mick Poole (Morley, 23 aprile 1955) è un ex calciatore inglese, di ruolo portiere.

## Carriera
Poole dopo essersi formato nel Coventry City, viene ingaggiato dal Rochdale, club in cui militerà dal 1973 al 1978. Dopo essere retrocesso in quarta serie al termine della Third Division 1973-1974, giocando per il resto nella Fourth Division inglese. 
Nei periodi di pausa della squadra di Rochdale Poole ebbe due esperienze nel campionato nordamericano della North American Soccer League.
Nella stagione 1974 passò in prestito ai Denver Dynamos, con cui ottiene il terzo e ultimo posto nella Central Division, non riuscendo ad accedere ai playoff del torneo.
Nel 1977 gioca invece in prestito ai Portland Timbers, con cui non riuscì nuovamente ad accedere ai playoff per il titolo.
Nella stagione 1978 lascia il Rochdale per tornare ai Timbers, con cui raggiunge le semifinali del torneo, perse contro i futuri campioni del N.Y. Cosmos. Restò con i Timbers sino al 1980, senza più riuscire ad accedere ai playoff del torneo nordamericano.
Nel 1981 torna al Rochdale, con cui ottenne il ventitreesimo posto nella Fourth Division 1981-1982. Poole in 219 incontri totali di campionato mantenne inviolata la porta in 52 occasioni, mentre nei 251 incontri disputati in tutte le competizioni mantenne la rete inviolata in 56 occasioni.
Negli Stati Uniti d'America si dedicò anche all'indoor soccer, esperienza che concluse nel 1983 a causa di un infortunio che lo costrinse ad abbandonare l'attività agonistica.